# Gründung (Recht)
In der Rechtswissenschaft bezeichnet man als Gründung den Beginn einer eigenen Rechtspersönlichkeit, wenn durch natürliche oder juristische Personen eine neue juristische Person ins Leben gerufen wird. Es wird unterschieden zwischen:
- gesellschaftlichen Zusammenschlüssen, die von einem nicht wirtschaftlichen Zweck getragen sind wie Orden, Religionsgemeinschaften, Politische Parteien, Vereine (nicht rechtsfähige Vereine), Genossenschaften
- Gesellschaftlichen Zusammenschlüssen mit wirtschaftlichem, gewerblichem Zweck. Darunter fallen:
  - Personengesellschaften wie die Gesellschaften bürgerlichen Rechtes (GbR), Offene Handelsgesellschaften (OHG), Kommanditgesellschaften (KG) und
  - Kapitalgesellschaften wie die Aktiengesellschaft (AG), die Gesellschaft mit beschränkter Haftung (GmbH), die eingetragene Genossenschaft (eG) und die moderne Unternehmergesellschaft (UG).

Die Zwecke sind nicht immer so eindeutig, etwa beim rechtsfähigen Verein, bei den Anstalten des öffentlichen Rechts, bei Stiftungen, Kirchen oder Gewerkschaften.
Die Voraussetzungen für eine rechtswirksame Gründung sind vielfältig und regelmäßig gesetzlich normiert. Sie reichen z. B. vom einfachen Beschluss (Vereinsgründung) bis zur notariellen Urkunde (GmbH-Gründung). Ein Verstoß gegen die jeweiligen gesetzlichen Bedingungen macht die Gründung in der Regel unwirksam.